# GOOD MORNING RADIO!
GOOD MORNING RADIO!（グット モーニング レディオ!）は、2008年10月3日から2016年6月24日まで長野エフエム放送（FM長野）で毎週金曜7:30 - 10:50に放送されていた生放送情報番組である。
2008年9月までは平日月 - 金曜は『Oasis 79.7』が放送されていたが、2008年10月の改編で金曜日のみこの番組となった。
放送時間はOasis 79.7よりも50分拡大している。
放送は、松本市の本社スタジオから行われている。
前述のとおり、2016年6月24日に終了した。

## パーソナリティ
- 小林新

## タイムテーブル
- 7:33 Headline News
- 7:40 Good Morning Songs
- 7:48 Headline News
- 7:52 Traffic&Weather
- 9:20 Mornin' Groove」
- 9:35 NAGANO HEATBEAT～ナガノノヒトビト～
- 9:55 JFNラジオショッピング
- 10:20 B-MAP NAGANO SEASON.2